# بکریش
بکریش (به لوکزامبورگی: Biekerech) یک شهرداری در استان ردانژ کشور دوک‌نشین لوکزامبورگ است که ۲۸٫۴۱ کیلومترمربع مساحت دارد و جمعیت آن در سال ۲۰۰۹ میلادی ۲۱۷۲ نفر بوده‌است.

## بخش‌ها
این شهرداری دارای هشت بخش زیرمجموعه می‌باشد.
- بکریش (Beckerich) مرکز
- الوانژ (Elvange)
- اوولانژ (Hovelange)
- اوتانژ (Huttange)
- لولانژ (Levelange)
- نوئردانژ (Noerdange)
- اوبرپالن (Oberpallen)
- شوایش (Schweich)

## آمار جمعیت
تاریخچه رشد جمعیت این شهرداری در جدول زیر آمده‌است  :
| سال  | جمعیت |
| ---- | ----- |
| ۱۸۲۱ | ۱۵۳۲  |
| ۱۸۵۱ | ۱۹۹۶  |
| ۱۸۸۰ | ۲۰۷۰  |
| ۱۹۱۰ | ۱۹۰۸  |
| ۱۹۳۵ | ۱۸۱۵  |
| ۱۹۴۷ | ۱۷۲۹  |
| ۱۹۶۰ | ۱۶۳۸  |
| ۱۹۷۰ | ۱۵۷۰  |
| ۱۹۸۱ | ۱۴۹۲  |
| ۱۹۹۱ | ۱۶۴۷  |
| ۲۰۰۱ | ۲۰۷۱  |
| ۲۰۰۴ | ۲۱۴۶  |
| ۲۰۰۷ | ۲۲۰۹  |
| ۲۰۱۰ | ۲۲۸۴  |
| ۲۰۱۱ | ۲۳۰۷  |